# Plot’s
Plot’s bezeichnet ein Videospiel und eine Spielereihe nach dem Ende der 1980er Jahre entstandenen Spielprinzip des Spielsteineabbaus. Die hier von der Seite gestoßenen Spielsteine sind vom Spieler auf einen möglichst gleichartigen Stein innerhalb eines Stapels zu lenken. Sind die Steine identisch, möglichst noch mehrere in einer Reihe, werden diese abgebaut. Kettenreaktionen und komplexe Gebilde sind dadurch möglich.
Das Spielprinzip ähnelte dem von Plotting. Die erste Version von Plot’s (Atari XL/XE 1990) war jedoch nach einem etwas anderen Spielprinzip umgesetzt. So wurde hierbei der abgebaute Stein per Zufall neu vergeben und nicht der letzte Spielstein verwendet. Erst nach umfangreicher Kritik in den damaligen Fachzeitschriften wurde eine zweite (originale) Spielvariante hinzugefügt. Ab dieser Version (Atari XL/XE 1991) war es zum Spielbeginn möglich, eine der beiden zu wählen. Plot’s war auf dem Atari eines der wenigen Denkspiele, mit welchem zwei Spieler gleichzeitig spielen konnten.
Das Videospiel wurde ab 1994 auf andere Plattformen portiert und war ein weiteres in ACTION! programmiertes Spiel, welches nicht mehr nur aus Strichen und einfarbigen Pixeln bestand. Kurios: obwohl es schon Programme mit animierter Zeichensatzgrafik gab, wurde diese bei Plot’s nicht verwendet.
Erstmals erschien Plot’s 1991 für Atari und ab 1999 für das Betriebssystem Windows. Plot’s war jedoch mehrfach Bestandteil von anderen Programmen. So fand es zum Beispiel 1994 Verwendung in der Deutsch-Lernsoftware „Deutsch Pfiffikus 1“ für MS-DOS, 1997 in der Mathematik-Lernsoftware „Mathe für Zwerge 2“ für Microsoft Windows 3.x. Diese Versionen waren jedoch nur für einen Spieler vorgesehen, die Zweispieler-Option gab es nicht.
Plot’s 3 war eines der wenigen Spiele, welches Rolf Kaukas Comicfiguren Fix und Foxi als Titelhelden hatte.

## Spielereihe
Plot’s für Atari 400XL/XE (1990/1991)
- Programmierung und Grafik: Maik Heinzig
- Publisher: mhs-studio

Plot’s bei Deutsch Pfiffikus 1  für MS-DOS (1994/1995)
- Programmierung und Grafik: Maik Heinzig
- Publisher: Leisuresoft

Plot’s bei Mathe für Zwerge 2  für Windows 3.x (1997)
- Programmierung und Grafik: Maik Heinzig
- Publisher: ak tronic Software & Services

Plot’s für Windows 95/Windows 98/Windows NT/Windows 2000/Windows XP (1999/2004)
- Programmierung: Maik Heinzig
- Grafik: Maik Heinzig, Kartin Bernecker, Torsten Jänicke
- Musik: Egon Maase
- Publisher: ak tronic Software & Services

Plot’s 2 für Windows 95/Windows 98/Windows ME/Windows 2000/Windows XP/Vista (2007)
- Programmierung: Maik Heinzig
- Grafik: Sascha Feyrer
- Musik und Soundeffekte: Egon Maase
- Publisher: Magnussoft Deutschland GmbH, Koch Media

Plots’s 3 / Fix und Foxi für Windows 2000/Windows XP/Windows Vista (2008)
- Programmierung: Maik Heinzig
- Grafik: Chie Kimoto, Jeanette Tutzschky
- Musik und Soundeffekte: Egon Maase
- Publisher: Magnussoft Deutschland GmbH,  KOCH Media